# 2-Piridona
2-Piridona é um composto orgânico com a fórmula 
C5H4NH(O). Este sólido cristalino incolor é usado em síntese de peptídeos. É bem conhecido como formando  estruturas de ligação de hidrogênio um pouco relacionadas com o mecanismo de emparelhamento de bases encontrada no RNA e DNA. É também um caso clássico de uma molécula que existe como tautômeros.

## Estrutura
A característica mais proeminente de 2-piridona é o grupo amida, um nitrogênio com um hidrogênio ligado a ele e com o grupo ceto ao lado dele. Em péptidos, os aminoácidos estão ligados por este padrão, uma característica responsável por algumas das propriedades físicas e químicas notáveis. Nesta e moléculas semelhantes, o hidrogênio ligado ao nitrogênio é adequado para formar uma forte ligação de hidrogênio noutro nitrogênio e oxigênio contido na espécie.

## Tautomerismo
A forma predominante em estado sólido é a 2-piridona. Isso foi confirmado por cristalografia de raios-X, que mostra que o hidrogênio no estado sólido está mais próximo do nitrogênio do que do oxigênio (devido à baixa densidade de elétrons no hidrogênio, o posicionamento exato é difícil) e  Espectroscopia no infravermelho, que mostra que a frequência longitudinal C = O está presente enquanto as frequências OH estão ausentes.